# Omphalucha ambusta
Omphalucha ambusta là một loài bướm đêm trong họ Geometridae.